# Else Lose Andersen
Else Lose Andersen (født 1919 på Samsø, død 17. februar 2006 i København) var en dansk sygeplejerske og missionær.

## Liv og gerning
Allerede som ung traf hun beslutningen, at hun ville være missionær, og efter at have afsluttet en uddannelse som sygeplejerske læste hun på missionsskoler, først i Danmark og senere i England. I 1947 blev hun af Det Danske Missionsselskab udsendt til Orissa i Indien, hvor hun virkede indtil 1960, dels som missionssygeplejerske i Øst-Jeypore, dels 1957-1959 som sygeplejerske ved Kotagiri Medical Fellowship Hispital i Sydindien.
I 1959 måtte hun af helbredsmæssige årsager vende tilbage til Danmark. Her arbejdede hun først i to år som forstander på Gammel Kloster Plejehjem på Østerbro i København og dernæst tre år som rejsesekretær for Det Danske Missionsselskab.
I de efterfølgende 18 år virkede hun som forstander på Dr. Caroline Amalies Plejehjem i København, hvor hun var en vellidt leder, indtil hun blev pensioneret i 1983.
Pensionisttilværelsen nød hun i vinterhalvåret dels ved at deltage ivrigt i det københavnske kulturliv, dels ved at samle venner og familie i sin lejlighed i Dronningens Tværgade. I sommerhalvåret opholdt hun sig i sit sommerhus i Rørvig. I år 2000 siden blev hun ramt af en blodprop i hjernen og flyttede derefter til "Nybodergården", hvor hun døde.